# Polippix
Polippix er en CD som er udviklet af IT-Politisk Forening.
CD'en er ikke til salg, men kan downloades fra foreningens hjemmeside.
Polippix er et projekt til at bruge IT til til at sikre grundlæggende rettigheder til privatliv 
, ytringsfrihed.
Rettigheder som er under pres i Danmarks fra bl.a. 
Anti-Terrorpakken.

## Historie
Polippix blev udviklet i efteråret 2006 og først distribueret til Kulturnatten i København, oktober 2006. I 2007 blev Polippix-CD omdelt med martsnummeret af Prosabladet, ca. 12000 eksemplarer ,, I forbindelse med at overvågningsloven trådte i kraft den 15. september 2007, demonstrerede IT-Politisk Forening på Kultovet i København og uddelte Polippix-CD'er.
I 2009/2010 blev Polippix udstillet på Post og Telemuseets udstilling, "Overvåget".

## Polippix' indhold
Polippix cd'en er sammensat af mange forskellige Open Source-programmer og linuxdistributionen Kubuntu, hvilket betyder, at den er fuldt lovlig og frit kan distribueres til venner og bekendte. Der installeres ikke noget på brugerens computer ved brug.

## Anvendelsesområde
Man kan surfe anonymt og tale krypteret via internettet med IP-telefoni (man skal starte computeren fra CD'en). Den bruger ikke-censurerede DNS-servere.

## Brugssituationer

### Anonym og fortrolig browsing
Polippix bruger Tor til sikre fortrolig og anonym browsing.
Firefox kommer med et Tor-plugin, som er slået til som standard.
Det kan bruges til:
- Et barn chatter eller surfer på internettet. Det kan være problematisk at voksne i den 'anden ende' kan se barnets IP-adresse.
- Man er på et trådløst net på fx et hotel eller en cafe og vil være sikker på at de andre gæster eller hotellet/cafeen ikke kan følge med i hvad man gør på nettet.
- Man er på rejse i et land, hvor politiet aflytter alle og man er bange for at blive ramt af en lokal lov.
- Man er ung og bor hos sine forældre og vil gerne have privatliv på nettet.
- Man er på arbejde og surfer efter et nyt job i frokostpausen uden at arbejdsgiveren kan se det i logfilen.
- Ens internetudbyder skal ikke så nemt kunne se, hvad man foretager sig på nettet.

## Kritik
Polippix har været kritiseret af blandt andre justitsminister Lene Espersen (K) for at give hårde kriminelle et værktøj til at skjule sig for politiet. Nogle mener at Polippix er overflødig ud fra betragtningen at hvis man ikke har noget at skjule, så har man ikke noget at frygte.,
Red Barnet beklager at CD'en skaber ekstra opmærksomhed omkring muligheden for at færdes anonymt på internettet.
IT-Politisk Forening overrakte en kopi af Polippix CD'en til Richard Stallman under dennes besøg i Danmark marts 2007.
Stallman kritiserede herefter Polippix for brud på GPL licencen, da kildekoden til distributionen ikke fulgte med på CD'en.
Årsagen til den manglende kildekode skyldtes at der ikke var plads på CD'en, men da hele distributionen var baseret på Knoppix (Debian), er al kildekoden reelt tilgængelig.